# Technologičeskij institut II
Technologičeskij institut II (in russo:Технологический институт 2) è una stazione della Linea Moskovsko-Petrogradskaja, la Linea 2 della Metropolitana di San Pietroburgo. È stata inaugurata il 29 aprile 1961.
In questa stazione avviene anche l'interscambio con la Linea 1 e la stazione Technologičeskij institut I.